# Xiaolin Showdown
Xiaolin Showdown (en Hispanoamérica, Duelo Xiaolin) es una serie animada estadounidense, basada en la historia de cuatro monjes escogidos por el Maestro Fung del Templo Xiaolin, para que logren convertirse en Dragones Xiaolin y proteger a los Shen Gong Wu, unos artefactos que poseen grandes poderes mágicos, de las manos de los Heylin (fuerzas del mal), representadas principalmente por el fantasma de una antigua bruja llamada Wuya, y Jack Spicer, autoproclamado "Genio del mal" con el único fin de dominar el mundo.
Originalmente debutó en Kids' WB!, bloque de programación de WB Television Network el 1 de noviembre de 2003 en los Estados Unidos. La serie adicionalmente se transmite por Cartoon Network en el resto del mundo, incluido Hispanoamérica (donde se estrenó el 1 de noviembre del 2004 y se emitió en la señal hasta mediados del 2011) y España. En España también se emitió en otros canales como en Boing o en FDF, mientras que en Cataluña lo emitió por el canal K3 bajo el título Combat Xiaolin.

## Sinopsis
La serie cuenta con 3 temporadas y 52 episodios. Los episodios comunes giran alrededor de la aparición de un Shen Gong Wu específico que son revelados en algún lugar, donde ambos bandos compiten para encontrarlo. Los episodios alcanzan generalmente su principal parte cuando un personaje bueno y uno malvado deben desafiarse a un duelo mágico llamado Duelo Xiaolin para la posesión del artefacto.

## Personajes
- Omi: de China, posee el poder del Agua. Es bajo de altura, y tiene nueve puntos en la frente.
- Raymundo Pedrosa: de Brasil, posee el poder del Viento. Es arrogante aunque después de un tiempo reconoce que no todo es diversión y se propone ser un buen guerrero xiaolin.

- Kimiko Tohomiko: de Japón, posee el poder del Fuego. Es amistosa y pequeña, pero eso no significa que no sea poderosa. Es la típica chica japonesa moderna cuya vida se basa en la tecnología y las apariencias físicas.
- Clay Bailey: de Estados Unidos, posee el poder de la Tierra. Es el más alto. Se caracteriza por proceder de una familia de vaqueros. No es muy ágil, pero sí tiene fuerza.
- Maestro Fung: Es el maestro de los guerreros xiaolin. Es sabio, inteligente y poderoso.
- Dojo: Es el dragón verde que acompaña a los guerreros xiaolin en la búsqueda de los Shen Gong Wu. Aunque casi siempre es pequeño tiene un tamaño enorme oculto. Hace 1500 años, fue el compañero del Maestro Dashi y por lo tanto sabe dónde están los Shen Gong Wu.
- Jack Spicer: Es uno de los principales villanos de la serie. Está ayudando a Wuya a buscar los Shen Gong Wu para propósitos malvados, es el típico genio malvado pero en una versión más joven.
- Wuya: En el comienzo de la serie se ve que es un espíritu violeta que busca los Shen Gong Wu para poder recuperar el poder que perdió en su batalla contra el gran maestro Dashi.
- Chase Young: Es el villano principal de la segunda temporada.
- Maestro Monje Guan: un legendario maestro de taichí que ha viajado por el mundo una docena de veces y ha derrotado a muchos oponentes usando solo su famosa Lanza de Guan, que luego le fue entregada a Omi pero le da su copia favorita de la Lanza. Hace su primera aparición en la serie intercambiando Dojo a Chase Young, quien tenía la intención de usarlo en su sopa Lau Mang Long, para recuperar su Lanza de Guan en la 2.ª temporada. Tiene su propio templo en un acantilado cerca del océano, donde los jóvenes monjes se quedan y almacenan a Shen Gong Wu mientras él los entrena. Era aliado de Chase Young cuando éste estaba del lado de los bien.
- Hannibal Roy Bean: Es uno de los villanos más poderosos y aparece en la tercera temporada. Posee un cuerpo de frijol. Es el que adhirió a Chase Young al lado del mal.
- Maestro Dashi: Es el guerrero que encerró a Wuya es su forma espiritual. Es más poderoso y más sabio que el maestro Fung.

### Doblaje
| Personaje        | Actor de voz original                                                   | Actor de voz en español | Actor de voz en español |
| ---------------- | ----------------------------------------------------------------------- | ----------------------- | ----------------------- |
| Omi              | Tara Strong                                                             | Elena Díaz Toledo       | Isabel Valls            |
| Raimundo Pedrosa | Tom Kenny                                                               | Gonzalo Fumero          | Ángel de Gracia         |
| Kimiko Tohomiko  | Grey DeLisle                                                            | Rebeca Aponte           | Victoria Ramos          |
| Clay Bailey      | Jeff Bennett                                                            | Angel Balán             | Enrique Hernández       |
| Dojo             | Wayne Knight                                                            | Rubén León              | Ricky Coello            |
| Maestro Fung     | Rene Auberjonois (1.ª temporada) Maurice LaMarche (2.ª y 3.ª temporada) | Hector Isturde          | Enric Isasi-Isasmendi   |
| Jack Spicer      | Danny Cooksey                                                           | Víctor Díaz             | Jonatán López           |
| Wuya             | Susan Silo                                                              | Elena Díaz Toledo       | Lola Oria               |
| Chase Young      | Jason Marsden                                                           | Jesús Núñez             | José Javier Serrano     |

## Mecánica

### Tipos de Duelos Xiaolin
- Duelo Xiaolin: Realizado entre dos personas, cada una apostando un Shen Gong Wu.
- Desafío Shen Yi Bu: Realizado entre dos personas, cada una apostando dos Shen Gong Wu, además es opcional el intercambiar los Wu de cada oponente mientras avanza el desafío.
- Desafío Shen Yi Bu Total: Es igual al anterior, solo que se pueden seguir aumentando las apuestas.
- Duelo Xiaolin Triple: Realizado entre tres personas, cada una apostando un Shen Gong Wu.
- Duelo Xiaolin Tsunami: Realizado entre cuatro personas, normalmente equipos de dos, cada equipo apostando dos Shen Gong Wu.
- Duelo Cuádruple en equipos: Realizado entre dos equipos, cada equipo con cuatro personas, apostando 4 Shen Gong Wu por equipo.
- Duelo De Choque Cósmico: Duelo con reglas específicas puestas por los participantes. Normalmente para salvar a alguien.

### Niveles de Xiaolin
- Monjes Xiaolin: Cinta negra, Traje rojo. Todos la reciben unirse a la orden de dragones Xiaolin.
- Aprendiz Xiaolin: Cinta morada, traje azul (solo en duelos). Todos los personajes, menos Raimundo (por haber desobedecido al Maestro Fung) la reciben tras vencer a Mala Mala Jong. Finalmente Fung le ofrece la Cinta morada a Raimundo, luego de encerrar a Wuya dentro de la caja, pero él la rechaza por no sentirse listo todavía. En el episodio 5 de la 2.ª temporada, luego de vencer a Panda Bubba y rescatar a sus amigos, Raimundo obtiene la cinta.
- Guerrero Wudai: Cinta celeste, traje azul (solo en duelos). Lo reciben después de vencer a Chase Young.
- Guerrero Shoku: Cinta amarilla, traje de Líder (chaqueta negra).(Spoilers) La recibe Raimundo en el último capítulo.
- Dragon Xiaolin: Último nivel (traje azul). Traje donde domina el elemento. Todos lo reciben a mediados de su entrenamiento como aprendices xiaolin.
- Nivel Malvado: Lo recibe Omi cuando se pasa al lado maligno; traje negro y cinta roja.

### Formaciones según nivel
- Aprendiz: Formación Dragon Excumai.

Se forma desde que Raimundo pasa al nivel de aprendiz, los colores de la formación son:
Omi: Azul claro
Kimiko: Rojo
Raimundo: Blanco
Clay: Verde
- Guerrero Wudai: Formación Gorrión Wudai.

Se forma desde que los monjes Xiaolin vencen a Chase Young, los colores de la formación son:
Omi: Blanco
Kimiko: Rojo
Raimundo: Azul claro
Clay: Café claro

### Armas Wudai
Las armas Wudai son objetos que se le otorgan a los monjes cuando van a buscar el tesoro del espadachín ciego.
- Baston Shimo: El Bastón Shimo es el arma Wudai de Omi. Aunque parece un palito insignificante se puede convertir en cualquier arma de hielo. Fue la última arma Wudai en ser conseguida.

- Flechas Gorrión: Las Flechas Gorrión son las armas Wudai de Kimiko. Son unas flechas con forma de gorrión que al utilizarlas se prenden en el aire. Fue la segunda arma Wudai en aparecer. Se encuentra ubicada en la cantina "El Último Aliento", colgada en los huesos de un alce custodiado por un fantasma.

- Espada de Nébula: La Espada de Nebula es el arma Wudai de Raimundo. Aunque puede parecer una espada común y corriente, al usarla se convierte en una especie de cadenas de viento. Fue la primera arma Wudai en aparecer. Se encuentra ubicada en la cima de las cascabeles enterrada en una montaña custodiada por serpientes de cascabel.

- Big Bang Meteorang: El Big Bang Meteorang él es arma Wudai de Clay. Es un boomerang que al ser lanzado demuestra un filo impresionante y es capaz de multiplicarse en el aire y volverse a unir antes de regresar a manos de Clay. Fue la penúltima arma Wudai en aparecer, en una montaña rodeada de cactus vivientes.

### Shen Gong Wu
Anexo: Listado de Shen Gong Wus

#### Shen Gong Wu elementales
- Omi: "Hechizo Kaijin" y "Vara de Shimo"
- Kimiko: "Dragon Ojo de Gato" y "Flechas Gorrión"
- Raimundo: "Cresta del Cóndor" y "Espada de Nébula"
- Clay: "Toro Largos Cuernos" y "Meteorito Big Bang"

## Secuela
Se ha confirmado una secuela llamada Xiaolin Chronicles (Crónicas Xiaolin) que se estrenó a mediados de 2013. Esta tendrá un estilo de dibujo diferente a la serie original, con las escenas de duelos en 3D, y se incluye un nuevo personaje principal.